# Micrococca mercurialis
Micrococca mercurialis là một loài thực vật có hoa trong họ Đại kích. Loài này được (L.) Benth. mô tả khoa học đầu tiên năm 1849.